# Армянская мышовка
Армя́нская мышо́вка (лат. Sicista armenica) — вид грызунов из семейства мышовковых (Dipodidae).

## Статус и сохранение
Один из самых редких узкоареальных млекопитающих-эндемиков. Территория распространения менее 5000 кв. м. Армянская мышовка — это единственный вид мышовок, который нуждается в серьёзных мерах охраны.
Главная угроза — человеческое влияние в виде неупорядоченного животноводства.
Зоологическое общество Лондона причислило армянскую мышовку к 100 млекопитающим, наиболее подверженным опасности исчезновения.

## Описание
Окраска верха спины однотонно серовато-коричневая. Хвост двухцветный. Брюхо серовато-белое. Окрас варьируется в зависимости от точки ареала.
По размерам тела армянская мышовка не отличается от других видов одноцветных мышовок Кавказа. Длина тела у трех исследованных из terra typica самцов составляет 66,2 мм, хвост примерно в 1,5 раза длиннее тела, а длина задней стопы не превышает 28 % длины тела.

## Ареал
Обитает только в окрестностях села Анкаван Разданского р-на в верховьях реки Мармарик на Памбакском хребте (Северо-Запад Республики Армения). Предпочитает высокотравные луга.